# Heteroscodra crassipes
Heteroscodra crassipes là một loài nhện trong họ Theraphosidae. Chúng được Arthur Stanley Hirst miêu tả năm 1907.

## Phân loài
- Heteroscodra crassipes latithorax Strand, 1920